# Bojanowo
Bojanowo è un comune urbano-rurale polacco del distretto di Rawicz, nel voivodato della Grande Polonia.
Ricopre una superficie di 123,5 km² e nel 2004 contava 8 939 abitanti.